# Osiewnik rolowiec
Osiewnik rolowiec (Agriotes lineatus) − gatunek chrząszcza z rodziny sprężykowatych (Elateridae). Występuje w Eurazji, Afryce Północnej i Ameryce Południowej.
Ciało tego owada jest podłużne, owalne o długości 7–10 mm, beżowe do jasnobrunatnego. Można go spotkać na łąkach, polach i w ogrodach od maja do lipca. Jego pożywienie stanowią części roślin baldaszkowatych. Ciekawą cechą tego owada jest umiejętność bardzo szybkiego przekręcenie się z grzbietu na brzuch – jest to możliwe dzięki ruchomemu przedtułowiowi, na którego brzusznej stronie znajduje się wyrostek wchodzący w zagłębienie na śródtułowiu.